# Plastlaminat

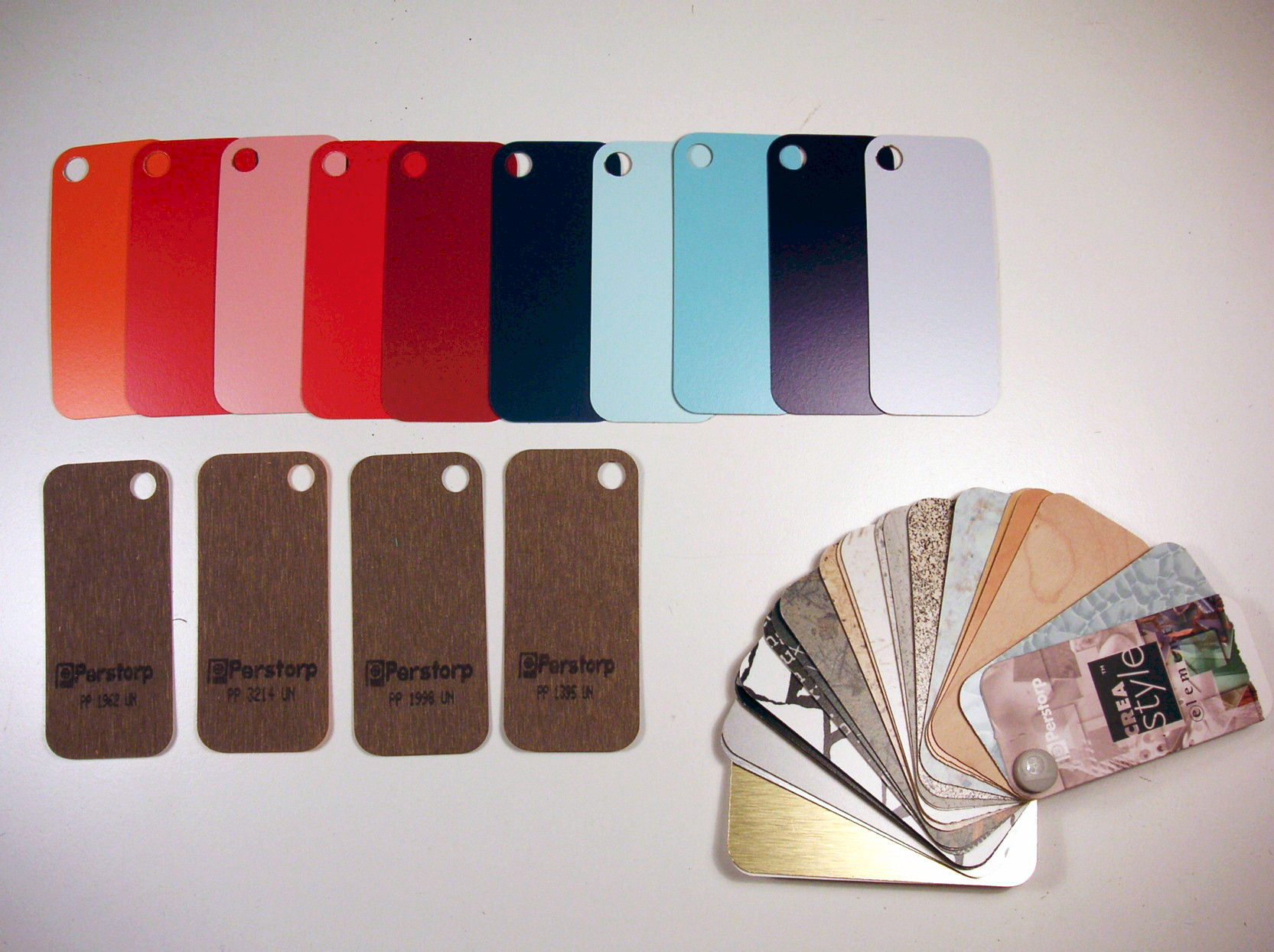
Färgkollektion på laminat.

Laminat, eller högtryckslaminat, är ett skivmaterial som består av flera skikt papper som beläggs med fenolharts och melamin, som pressats samman under högt tryck. Ett mera folkligt namn för denna produkt i Sverige är Perstorp-Plattan eller Perstorpskiva, då laminatet uppfanns av företaget som numera heter Perstorp AB.
Laminatets ytskikt kan vara präglat med något form av motiv av till exempel olika träslag, typer av natursten eller enbart fler- eller enfärgat. Översta skiktet är skyddat av ett genomskinligt skyddsskikt. Tjockleken på laminat varierar normalt mellan 0,3 mm och 1,2 mm men specialtillverkas ända upp till 20 mm. Standardtjocklek för arbetsbänkar är 0,7 och 0,9 mm. Högtryckslaminat är i kombination med en bärande skiva, till exempel spånskiva eller Plywood, utgångsmaterial för arbetsbänkar, köksbänkar, fönsterbänkar, väggbeklädnader, laminatgolv och liknande. Högtryckslaminat är mycket reptåligt, tål temperaturer upp till 180 oC och har hög resistens mot många aggressiva vätskor, vilket gör det intressant som ytskikt i tuffa miljöer.
I Sverige tillverkade Perstorp AB högtryckslaminat från 1920-talet fram till 2007, då Formica tog över verksamheten och produktionen flyttades utomlands. En svensk tillverkare av högtryckslaminat är Lamiroc i Nordmaling. Pergo AB i Trelleborg, som tidigare var ett dotterbolag till Perstorp AB, är den enda svenska tillverkare som gör laminatgolv av egenproducerat högtryckslaminat.